# Річард Гір
Рі́чард Ті́ффані Гір (англ. Richard Tiffany Gere; нар. 31 серпня 1949, Філадельфія, Пенсільванія, США) — американський кіноактор, володар багатьох акторських нагород, зокрема «Золотого глобуса» (2003), громадський активіст.

## Біографія

### Молоді роки
Річард Тіффані Гір народився в Філадельфії (штат Пенсільванія, США) в родині методистів англо-ірландського походження. Він — друга дитина і найстарший син із п'ятьох дітей у сім'ї страхового агента Гомера Джорджа Гіра (нар.1922) та домогосподарки Доріс Енн (уродженої Тіффані) (нар.1924). Його предок колись змінив написання прізвища з Geer на Gere. Обоє його батьків є нащадками перших 102-х європейських поселенців Нової Англії з корабля «Мейфлавер». У Гіра є три сестри, брат Сем Ґір та зведений брат Герман Генрі Янушевскі.
Виріс у Сірак'юс, передмісті Нью-Йорка, на сільській фермі. 1967 року закінчив місцеву школу. Отримавши спортивну стипендію (у школі займався гімнастикою), він вступив до Массачусетського університету в Емгерсті, де два роки вивчав філософію і драматичне мистецтво, однак залишив навчання для того, щоб стати професійним трубачем. Він поселився в комуні рок-музикантів в штаті Вермонт, але як тільки зрозумів, що музиканти ще більш примхливі, аніж актори, залишив їх.

### Кінокар'єра
У 1974 році він мав зніматись в фільмі «Лорди Флетбуша», низькобюджетній американській картині про банду, в якій молодий, тоді ще нікому невідомий актор Сільвестер Сталлоне також отримав роль. Ґіра було затверджено на роль Чико, але в процесі роботи над картиною між ним та Сталлоне відбувались постійні сутички, один раз дійшло навіть до бійки. В результаті режисер замінив Ґіра на Перрі Кінга. Кінематографічний дебют Річарда Ґіра на кіноекрані відбувся у 1975 році, коли акторові виповнилося 26 років, що не можна назвати типовим для Голлівуду і взагалі для американського кіно. Вже через два роки критики і глядачі відзначили його гру в картині Річарда Брукса «У пошуках містера Ґудбара»; актор почав отримувати найпринадніші пропозиції, з яких були реалізовані, наприклад, ролі в «Днях жнив» Теренса Меліка і «Американському жиголо» Пола Шредера. А вже після прем'єри фільму «Офіцер і джентльмен» Тейлора Хекфорда, де Ґір грає головну роль, він не просто прокинувся знаменитим, але перетворився на предмет обожнювання всієї жіночої половини Америки, попри те, що в одному з епізодів йому довелося вимовити страшну лайку, причому на адресу жінки.
Подолавши 40-річний рубіж, актор вийшов на новий ступінь своєї професійної кар'єри. І першою в цілому ряду його подальших робіт стала знаменита мелодраматична казка «Красуня». Потім була невелика роль в «Серпневій рапсодії» великого японського класика Акіри Куросави, яка стала свого роду перехідною до таких блискучих робіт, як містер Джонс в однойменній картині Майка Фіггіса і Джека Соммерсбі, в голлівудському рімейку французької стрічки «Повернення Мартена Герра».
Воістину, гучний успіх фільму «Красуня» підніс Ґіра до вершин довгоочікуваної слави. Але мало хто знає, що спочатку актор не хотів в ньому зніматися. Він двічі відхиляв пропозицію знятися в цьому фільмі, пізніше пояснюючи це тим, що сценарій не справив на нього жодного враження. Але творці фільму були переконані, що образ головного героя Едварда Льюїса відповідає зовнішнім даним саме Ґіра, і продовжували запрошувати його. Так тривало допоки він не побачив свою майбутню партнерку — Джулію Робертс.
Річард Ґір як і раніше продовжує зніматися у фільмах, відкриваючи все нові й нові грані свого таланту — «Перший лицар», «Первородний страх», «Доктор Т. і його жінки», «Чикаго», «Пророцтва людини-метелика» та інші.

### Громадська діяльність

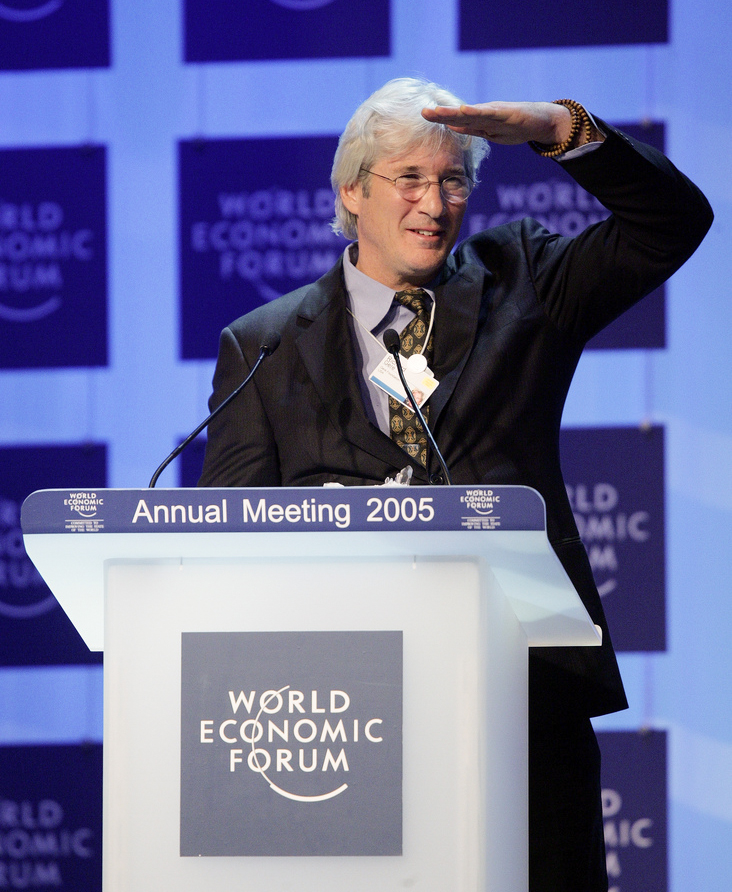
Річард Ґір виступає на світовому економічному форумі, Давос, Швейцарія, 2005

У 1-й пол. 1980-х рр. Річард Ґір займається на курсах східної філософії, захопився буддизмом. Він і до цього дня регулярно виїжджав до Тибету, щоб побути в колі своїх вчителів-гуру.
Колеги актори запевняють, що по-справжньому Ґір захоплюється тільки двома речами — медитацією і громадською діяльністю. І справді, актор відомий своєю твердою громадською позицією стосовно багатьох фактів і подій актуального світу (наприклад, виступає проти ядерних випробовувань Індії, насильства і війн у світі) й підтримкою різноманітних акцій і заходів.

### Особисте життя
Хоча мільйони жінок і вважають Річарда Ґіра чарівним чоловіком, любовних історій у його житті було не так вже багато. У юності він був дуже сором'язливим, і перший серйозний роман завів тільки в 22 роки — з актрисою Пенелопою Мілфорд, з якою прожив п'ять років. Стільки ж тривав і його роман з бразильською художницею Сильвією Мартінс. Але ні тій, ні іншій не вдалося одружитися з Річардом.
На початку 1990-х у Річарда Ґіра почався роман з Сінді Кроуфорд, з якою він одружився в 1991 році й прожив у шлюбі 4 роки. У 1995 році вони розлучилися.
У 1996 році Річард Ґір почав зустрічатися з акторкою та колишньою моделлю Кері Ловелл (одна з колишніх «дівчат Джеймса Бонда»), з якою взяв шлюб у 2002 році. Ще до одруження, в лютому 2000 року у них народився первісток Гомер Джеймс Джиґме Ґір. У вересні 2013 Ґір та Лоуелл розлучились після 11 років спільного життя, вказавши причиною різні погляди на життя.
2025 року Гір продав маєток у штаті Коннектікут і переїхав із дружиною Алехандрою Сільвою та дітьми до Мадриду.

## Підтримка України
Під час повномасштабного російського вторгнення в Україну, яке є частиною російсько-української війни, Річард Гір висловив підтримку Україні та приєднався до благодійної організації CARE's Ukraine Crisis Fund, що допомагає українцям.
«Жінки, діти, маленькі хлопчики і дівчатка, люди похилого віку змушені втікати від війни. Страх, голод, холод, поневіряння у пошуках безпеки та допомоги. Щоб висловити свою солідарність з народом України і запевнити, що вони не залишені напризволяще, що не залишилися віч-на-віч з проблемами, я приєднався до Care Crisis Ukrainian Fund», — сказав Гір.

## Фільмографія
| Рік  |     | Українська назва                   | Оригінальна назва                                             | Роль                                                |
| ---- | --- | ---------------------------------- | ------------------------------------------------------------- | --------------------------------------------------- |
| 1975 | ф   | Рапорт Комісару                    | Report to the Commissioner                                    | Біллі (англ. Billy)                                 |
| 1976 | ф   | Хлопець з морської піхоти          | Baby Blue Marine                                              | (англ. Raider)                                      |
| 1977 | ф   | У пошуках містера Гудбара          | Looking for Mr. Goodbar                                       | Тоні Ло Порто (англ. Tony Lo Porto)                 |
| 1978 | ф   | Брати по крові                     | Bloodbrothers                                                 | Стоуні (англ. Thomas Stony De Coco)                 |
| 1978 | ф   | Дні жнив                           | Days of Heaven                                                | Білл                                                |
| 1979 | ф   | Янкі                               | Yanks                                                         | Метт Дайсон (англ. Matt Dyson)                      |
| 1980 | ф   | Американський жиголо               | American Gigolo                                               | Джуліан Кей (англ. Julian Kaye)                     |
| 1982 | ф   | Офіцер і джентльмен                | An Officer and a Gentleman                                    | Зак Мейо (англ. Zack Mayo)                          |
| 1983 | ф   | Почесний консул                    | The Honorary Consul                                           | Доктор Едуардо Пларр (англ. Dr. Eduardo Plarr)      |
| 1983 | ф   | На останньому диханні              | Breathless                                                    | Джессі Луджек (англ. Jesse Lujack)                  |
| 1984 | ф   | Клуб «Коттон»                      | The Cotton Club                                               | Майкл «Діксі» Двайер (англ. Dixie Dwyer)            |
| 1985 | ф   | Цар Давид                          | King David                                                    | Давид (англ. David)                                 |
| 1986 | ф   | Жодної пощади                      | No Mercy                                                      | Едді Джіллетт (англ. Eddie Jillette)                |
| 1986 | ф   | Влада                              | Power                                                         | Піт Сент-Джон (англ. Pete St. John)                 |
| 1988 | ф   | Далеко від дому                    | Miles from Home                                               | Френк Робертс молодший (англ. Frank Roberts, Jr.)   |
| 1990 | ф   | Красуня                            | Pretty Woman                                                  | Едвард Льюїс (англ. Edward Lewis)                   |
| 1990 | ф   | Внутрішнє розслідування            | Internal Affairs                                              | Денніс Пек (англ. Dennis Peck)                      |
| 1991 | ф   | Серпнева рапсодія                  | Rhapsody in August                                            | Кларк (англ. Clark)                                 |
| 1992 | ф   | Кінцевий аналіз                    | Final Analysis                                                | Айзек Барр (англ. Dr. Isaac Barr)                   |
| 1993 | ф   | Містер Джонс                       | Mr. Jones                                                     | Містер Джонс (англ. Mr. Jones)                      |
| 1993 | ф   | Соммерсбі                          | Sommersby                                                     | Джек Соммерсбі (англ. John Robert 'Jack' Sommersby) |
| 1993 | ф   | Тривала музика                     | And the Band Played On                                        | (англ. The Choreographer)                           |
| 1994 | ф   | Перехрестя                         | Intersection                                                  | Вінсент Істмен (англ. Vincent Eastman)              |
| 1995 | ф   | Перший лицар                       | First Knight                                                  | Ланселот (англ. Lancelot)                           |
| 1996 | ф   | Первісний страх                    | Primal Fear                                                   | Мартін Вейл (англ. Martin Vail)                     |
| 1997 | ф   | Шакал                              | The Jackal                                                    | Деклан Малквін (англ. Declan Joseph Mulqueen)       |
| 1997 | ф   | Червоний кут                       | Red Corner                                                    | Джек Мур (англ. Jack Moore)                         |
| 1999 | ф   | Наречена-втікачка                  | Runaway Bride                                                 | Айк Грем (англ. Ike Graham)                         |
| 2000 | ф   | Доктор Ті і його жінки             | Dr. T & the Women                                             | Доктор 'Т' (англ. Dr. T)                            |
| 2000 | ф   | Осінь у Нью-Йорку                  | Autumn in New York                                            | Вілл Кейн (англ. Will Keane)                        |
| 2002 | ф   | Людина-метелик                     | The Mothman Prophecies                                        | Джон Кляйн (англ. John Klein)                       |
| 2002 | ф   | Невірна                            | Unfaithful                                                    | Ед Самнер (англ. Edward Sumner)                     |
| 2002 | ф   | Чикаго                             | Chicago                                                       | Біллі Флінн (англ. Billy Flynn)                     |
| 2004 | ф   | Потанцюймо?                        | Shall We Dance?                                               | Джон Кларк (англ. John Clark)                       |
| 2005 | ф   | Сезон бджіл                        | Bee Season                                                    | Саул Науманн (англ. Saul Naumann)                   |
| 2007 | ф   | Містифікація                       | The Hoax                                                      | Кліффорд Ірвінг (англ. Clifford Irving)             |
| 2007 | ф   | Полювання Ганта                    | The Hunting Party                                             | Саймон Гант (англ. Simon Hunt)                      |
| 2007 | ф   | Мене там немає                     | I'm Not There                                                 | Біллі (англ. Bob Dylan as Billy The Kid)            |
| 2007 | ф   | Паства                             | The Flock                                                     | агент Ерролл Бебідж (англ. Agent Erroll Babbage)    |
| 2008 | ф   | Ночі в Роданте                     | Nights in Rodanthe                                            | Пол Фланнер (англ. Dr. Paul Flanner)                |
| 2009 | ф   | Амелія                             | Amelia                                                        | Джордж Патнем (англ. George P. Putnam)              |
| 2009 | ф   | Хатіко: Вірний друг                | Hachi: A Dog's Tale                                           | Паркер Вілсон (англ. Parker Wilson)                 |
| 2009 | ф   | Бруклінські копи                   | Brooklyn's Finest                                             | Едвард «Едді» Дуґан (англ. Eddie Dugan)             |
| 2011 | ф   | Подвійний агент                    | The Double                                                    | Пол Шефердсон (англ. Paul Shepherdson)              |
| 2012 | ф   | Порочна пристрасть                 | Arbitrage                                                     | Роберт Міллер (англ. Robert Miller)                 |
| 2013 | ф   | Фільм 43                           | Movie 43                                                      | Бос (англ. Boss)                                    |
| 2013 | док | Космос: подорож у просторі та часі | Cosmos: A Spacetime Odyssey                                   | Клер Паттерсон (англ. Clair Patterson)              |
| 2014 | мф  | Генрі та я                         | Henry&Me                                                      | Генрі (англ. Henry)                                 |
| 2014 | ф   |                                    | Time Out of Mind                                              | Джордж (англ. George)                               |
| 2015 | ф   |                                    | The Second Best Exotic Marigold Hotel                         | Гай Чемберс (англ. Guy Chambers)                    |
| 2015 | ф   |                                    | The Benefactor                                                | Френні (англ. Franny)                               |
| 2016 | ф   |                                    | Norman: The Moderate Rise and Tragic Fall of a New York Fixer | Норман Оппенгеймер (англ. Norman Oppenheimer)       |
| 2017 | ф   | Вечеря                             | The Dinner                                                    | Стен Ломан (англ. Stan Lohman)                      |
| 2017 | ф   | Три Христа                         | Three Christs                                                 | доктор Алан Стоун (англ. Dr. Alan Stone)            |

## Основні нагороди та номінації
| Рік  | Нагорода (фестивалі)                                             | Категорія (нагорода)                                                              | Робота (примітка)                                        | Результат  |
| ---- | ---------------------------------------------------------------- | --------------------------------------------------------------------------------- | -------------------------------------------------------- | ---------- |
| 2015 | Karlovy Vary International Film Festival                         | Outstanding Contribution to World Cinema                                          | спеціальна нагорода                                      | Перемога   |
| 2013 | Золотий глобус                                                   | Премія «Золотий глобус» за найкращу чоловічу роль — драма                         | Порочна пристрасть (2012)                                | Номінація  |
| 2013 | Jury Prize (Global Nonviolent Film Festival)                     | Best Lead Actor                                                                   | Порочна пристрасть (2012)                                | Перемога   |
| 2013 | Palm Springs International Film Festival                         | Chairman's Award                                                                  | спеціальна нагорода                                      | Перемога   |
| 2012 | Кінопремія Голлівуду                                             | Lifetime Achievement Award                                                        | спеціальна нагорода                                      | Перемога   |
| 2012 | Zurich Film Festival                                             | Golden Icon Award                                                                 | спеціальна нагорода                                      | Перемога   |
| 2011 | Rome Film Fest                                                   | Golden Marc'Aurelio Acting Award                                                  | спеціальна нагорода                                      | Перемога   |
| 2010 | Golden Camera (Німеччина)                                        | Best International Actor                                                          | Містифікація (2006)                                      | Перемога   |
| 2009 | Joel Siegel Award (Broadcast Film Critics Association Awards)    | Joel Siegel Award                                                                 | спеціальна нагорода                                      | Перемога   |
| 2008 | Robert Altman Award (Film Independent Spirit Awards)             |                                                                                   | Мене там немає (2007), колектив знімальної групи         | Перемога   |
| 2007 | Кінопремія Голлівуду                                             | Actor of the Year                                                                 | спеціальна нагорода                                      | Перемога   |
| 2007 | Супутник                                                         | За найкращу чоловічу роль — комедія або мюзикл                                    | Містифікація (2006)                                      | Номінація  |
| 2007 | San Sebastián International Film Festival                        | Donostia Lifetime Achievement Award                                               | спеціальна нагорода                                      | Перемога   |
| 2006 | Hasty Pudding Theatricals                                        | Man of the Year                                                                   | спеціальна нагорода                                      | Перемога   |
| 2005 | Teen Choice Awards                                               | Choice Movie Dance Scene (Дженніфер Лопес)                                        | Потанцюймо? (2004)                                       | Номінація  |
| 2003 | Critics Choice Award (Broadcast Film Critics Association Awards) | Best Acting Ensemble                                                              | Чикаго (2002), акторський склад фільму                   | Перемога   |
| 2003 | Золотий глобус                                                   | Премія «Золотий глобус» за найкращу чоловічу роль — комедія або мюзикл            | Чикаго (2002)                                            | Перемога   |
| 2003 | AARP Movies for Grownups Awards                                  | Best Breakaway Performance                                                        | Чикаго (2002)                                            | Перемога   |
| 2003 | Teen Choice Awards                                               | Choice Movie Villain                                                              | Чикаго (2002)                                            | Номінація  |
| 2003 | Screen Actors Guild Awards                                       | Outstanding Performance by the Cast of a Theatrical Motion Picture                | Чикаго (2002), акторський колектив фільму                | Перемога   |
| 2001 | Супутник                                                         | За найкращу чоловічу роль — комедія або мюзикл                                    | Доктор Ті і його жінки (2000)                            | Номінація  |
| 2001 | Золота малина                                                    | Найгірша екранна пара (Вайнона Райдер)                                            | Осінь у Нью-Йорку (2000)                                 | Номінація  |
| 2000 | Chicago International Film Festival                              | Career Achievement Award                                                          | спеціальна нагорода                                      | Перемога   |
| 1997 | National Board of Review                                         | Freedom of Expression Award                                                       | Червоний кут (1997)                                      | Перемога   |
| 1995 | Yoga Awards                                                      | Worst Foreign Actor                                                               |                                                          | «перемога» |
| 1994 | Прайм-тайм премія «Еммі»                                         | Найкращий актор другого плану в мінісеріалі або серіалі-антології, або телефільмі | Тривала музика (1993) (за виконання «The Choreographer») | Номінація  |
| 1991 | Золотий глобус                                                   | Премія «Золотий глобус» за найкращу чоловічу роль — комедія або мюзикл            | Красуня (1990)                                           | Номінація  |
| 1986 | Золота малина                                                    | Найгірший актор                                                                   | Цар Давид (1985)                                         | Номінація  |
| 1983 | Золотий глобус                                                   | Премія «Золотий глобус» за найкращу чоловічу роль — драма                         | Офіцер і джентльмен (1982)                               | Номінація  |
| 1983 | ShoWest Award (ShoWest Convention, USA)                          | Male Star of the Year                                                             | спеціальна нагорода                                      | Перемога   |
| 1979 | Давид ді Донателло                                               | Премія «Давид ді Донателло» найкращому іноземному актору                          | Дні жнив (1978)                                          | Перемога   |

## Цікаві факти
- Річард Ґір виступає за незалежність Тибету і Чечні, він є членом Американського комітету за мир на Кавказі.
- В перекладі з тибетської одне з імен сина Річарда Ґіра — Джиґме (Jigme) — означає «безстрашний».
- Річард Ґір — буддист і саме тому став вегетаріанцем[4].